# Edielwiejs
Edielwiejs (ros. Эдельвейс) – drugi album studyjny białoruskiego zespołu synth popowego Drezden, wydany 3 grudnia 2019 przez wydawnictwo Soyuz Music. Płyta zawiera jedenaście utworów, utrzymanych w stylistyce nowej fali. Zapis albumu odbył się w kijowskim studiu 211 Witalija Tełezyna, który zajął się masteringiem i produkcją.

## Lista utworów
| Nr  | Tytuł utworu       | Oryginalna pisownia tytułu | Długość |
| --- | ------------------ | -------------------------- | ------- |
| 1.  | „Edielwiejs”       | «Эдельвейс»                | 4:07    |
| 2.  | „Dawida oleń”      | «Давида олень»             | 2:52    |
| 3.  | „O'Chenri”         | «О'Хенри»                  | 4:28    |
| 4.  | „Aładdin”          | «Аладдин»                  | 3:21    |
| 5.  | „Golliwud”         | «Голливуд»                 | 4:44    |
| 6.  | „Wiesielczak U”    | «Весельчак У»              | 4:05    |
| 7.  | „Koleso Kalipso”   | «Колесо Калипсо»           | 4:11    |
| 8.  | „Stalnaja Alaska”  | «Стальная Аляска»          | 3:35    |
| 9.  | „Mutabor”          | «Мутабор»                  | 3:18    |
| 10. | „Powielitiel much” | «Повелитель мух»           | 3:11    |
| 11. | „Ole Łukojje”      | «Оле Лукойе»               | 4:16    |
|     |                    |                            | 42:08   |

## Twórcy
- Siarhiej Michałok – wokal
- Pawieł Wialiczka – gitara
- Aleś-Franciszak Myszkiewicz – gitara basowa
- Pawieł Michałok – klawisze
- Dzianis Szurau – perkusja
- Witalij Tełezyn – producent, zapis, mastering[5]